# Pseudorathkea macrogastrica
Pseudorathkea macrogastrica är en nässeldjursart som beskrevs av Xu och Huang 1990. Pseudorathkea macrogastrica ingår i släktet Pseudorathkea och familjen Rathkeidae. Inga underarter finns listade i Catalogue of Life.